# Carrollton (Texas)
Carrollton és una ciutat a l'estat de Texas. Segons el cens del 2008 tenia 123.799 habitants.

## Demografia
Segons el cens del 2000, Carrollton tenia 109.576 habitants, 39.136 habitatges, i 28.921 famílies. La densitat de població era de 1.160,1 habitants per km².
Dels 39.136 habitatges en un 41,3% hi vivien nens de menys de 18 anys, en un 60,1% hi vivien parelles casades, en un 9,9% dones solteres, i en un 26,1% no eren unitats familiars. En el 20,1% dels habitatges hi vivien persones soles el 2,9% de les quals corresponia a persones de 65 anys o més que vivien soles. El nombre mitjà de persones vivint en cada habitatge era de 2,78 i el nombre mitjà de persones que vivien en cada família era de 3,25.
Per edats la població es repartia de la següent manera: un 28,3% tenia menys de 18 anys, un 8% entre 18 i 24, un 37,1% entre 25 i 44, un 21,5% de 45 a 60 i un 5,2% 65 anys o més.
L'edat mediana era de 33 anys. Per cada 100 dones de 18 o més anys hi havia 96,2 homes.
La renda mediana per habitatge era de 62.406$ i la renda mediana per família de 68.672$. Els homes tenien una renda mediana de 45.469$ mentre que les dones 32.997$. La renda per capita de la població era de 26.746$. Aproximadament el 4,1% de les famílies i el 5,6% de la població estaven per davall del llindar de pobresa.

## Poblacions properes
El següent diagrama mostra les poblacions més properes.